# Bisalehalli, Tiptur
Bisalehalli là một làng thuộc tehsil Tiptur, huyện Tumkur, bang Karnataka, Ấn Độ.